# Lithophyllum premoluccense
Lithophyllum  premoluccense Lemoine, 1918  é o nome botânico  de uma espécie de algas vermelhas marinhas pluricelulares do gênero Lithophyllum, família Corallinaceae.

## Sinonímia
- Não apresenta sinônimos.